# Осиновка (Новленский сельсовет)
Осиновка — деревня в Вологодском районе Вологодской области.
Входит в состав Новленского сельского поселения, с точки зрения административно-территориального деления — в Новленский сельсовет.
Расстояние по автодороге до районного центра Вологды — 82 км, до центра муниципального образования Новленского — 12 км. Ближайшие населённые пункты — Дурнево, Острецово, Шолохово.
По данным переписи в 2002 году постоянного населения не было.